# 愛德華王子冰川
82°46′S 159°32′E / 82.767°S 159.533°E
愛德華王子冰川（英語：Prince Edward Glacier）是南極洲的冰川，位於奧次地中伊麗莎白女王嶺的棉花高原，全長11公里，流經霍克斯坦嶺西面，以愛德華王子命名。